# Ferdinando Tacca

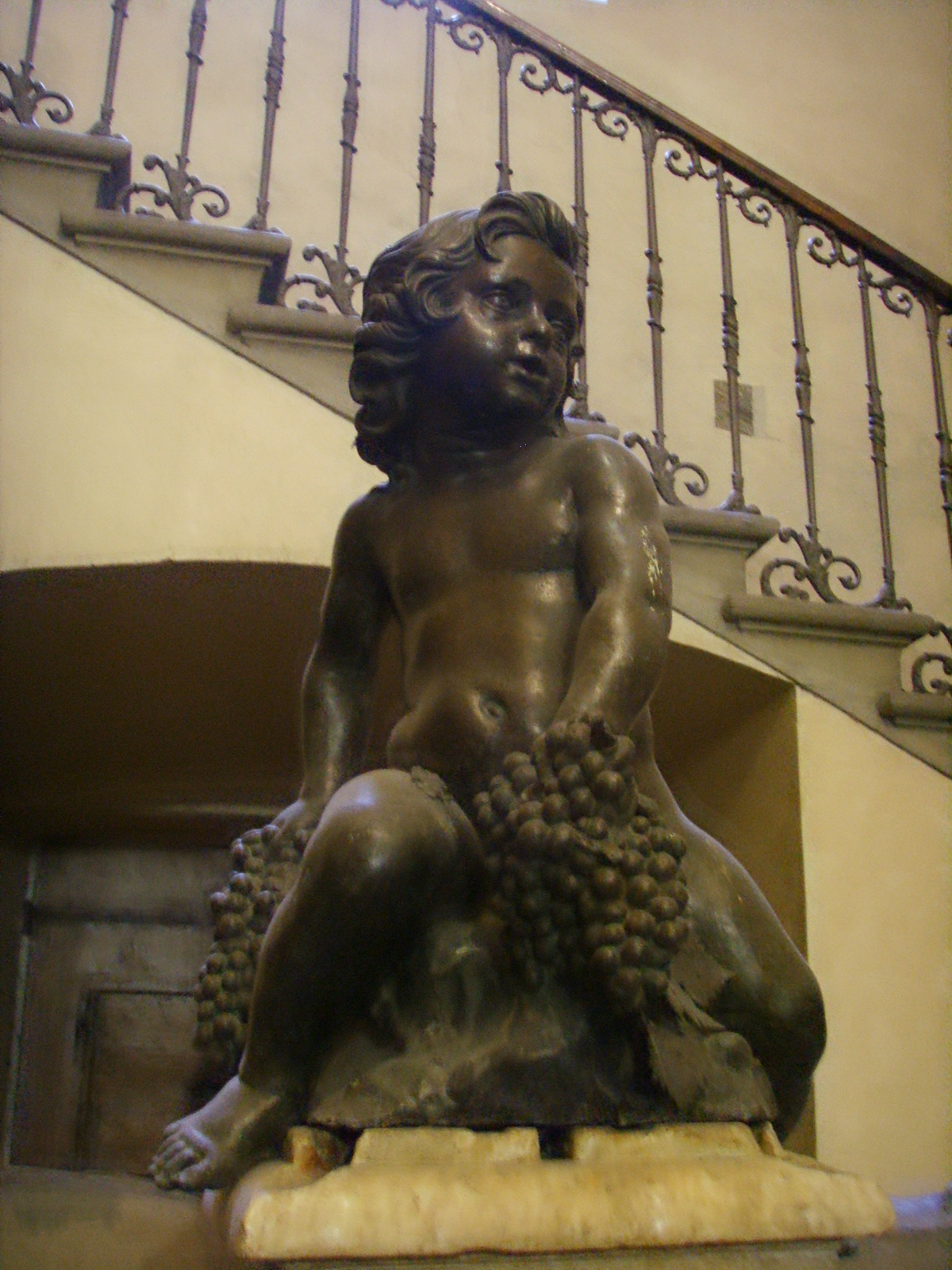
Rzeźba z fontanny Bachusa w Prato

Ferdinando Tacca (ur. 28 października 1619 we Florencji, zm. 24 lutego 1686 tamże) – florencki rzeźbiarz, syn Pietro Tacca. W 1640 roku przejął po ojcu posadę nadwornego rzeźbiarza Ferdynanda II Medyceusza. Poza rzeźbą zajmował się również architekturą.

## Wybrane prace
- fontanna Bachusa na Piazza del Comune w Prato,
- rzeźby w katedrze w Pietrasanta,
- budynek opery Teatro della Pergola we Florencji.